# Sri-lankische Cricket-Nationalmannschaft in England in der Saison 1984
Die Tour der sri-lankischen Cricket-Nationalmannschaft nach England in der Saison 1984 fand vom 23. bis zum 28. August 1984 statt. Die internationale Cricket-Tour war Bestandteil der Internationalen Cricket-Saison 1984 und umfasste einen Test. Die Serie endete 0−0 unentschieden.

## Vorgeschichte
England spielte zuvor eine Tour gegen die West Indies, für Sri Lanka war es die erste Tour der Saison.
Das letzte Aufeinandertreffen der beiden Mannschaften bei einer Tour fand in der Saison 1981/82 in Sri Lanka statt.

## Stadion
Das folgende Stadion wurde für die Tour als Austragungsort vorgesehen.
| Stadion               | Stadt  | Kapazität | Spiele  |
| --------------------- | ------ | --------- | ------- |
| Lord’s Cricket Ground | London | 30.000    | 1. Test |

## Kaderlisten
| Test | Test |
| England | Sri Lanka |
| --- | --- |
| - David Gower (K) - Jonathan Agnew - Paul Allott - Ian Botham - Chris Broad - Paul Downton (wk) - Richard Ellison - Graeme Fowler - Allan Lamb - Pat Pocock - Chris Tavaré | - Duleep Mendis (K) - Roy Dias - Vinothen John - Ranjan Madugalle - Ashantha de Mel - Arjuna Ranatunga - Ravi Ratnayeke - Amal Silva (wk) - Aravinda de Silva - Somachandra de Silva - Sidath Wettimuny |

## Tour Match
| 16. August Scorecard | Arundel | Duchess of Norfolk’s XI 212-6 (50) | – | Sri Lankans 216-9 (49.5) |
|                      |         | Sri Lankans gewinnt mit 1 Wicket   |   |                          |

## Test in London
| 23. – 28. August Scorecard | London (Lord’s) | Sri Lanka 491-7d (65.5) & 294-7 (109.3) | – | England 370 (143.2) |
|                            |                 | Remis                                   |   |                     |

England gewann den Münzwurf und entschied sich als Feldmannschaft zu beginnen. Für Sri Lanka etablierte sich Eröffnungs-Batter Sidath Wettimuny und an seiner Seite erzielte Roy Dias 32 Runs, gefolgt von Arjuna Ranatunga der zusammen mit Wettimuny den Tag beim Stand von 226/3 beendete. Am zweiten Spieltag schied Ranatunga nach einem Fifty über 84 Runs aus und wurde gefolgt durch Duleep Mendis und der Tag endete beim Stand von 434/4. Am dritten Spieltag verlor Wettimuny sein Wicket nach einem Century über 190 Runs aus 471 Bällen. Diesem folgte Aravinda de Silva, bevor auch Mendis nach einem Century über 111 Runs aus 143 Bällen. Daraufhin kam Ashantha de Mel aufs Feld. Nachdem de Silva nach 16 Runs ausschied, deklarierte Sri Lanka das Innings. Dies geschah, als de Mel bei 20* Runs stand. Beste englische Bowler waren Pat Pocock mit 2 Wickets für 75 Runs und Jonathan Agnew mit 2 Wickets für 123 Runs. Für England begannen Graeme Fowler und Chris Broad. Fowler erreichte 25 Runs und der ihm folgende Chris Tavaré 14 weitere. Daraufhin kam David Gower aufs Feld und der Tag endete beim Stand von 139/2. Nach einem Ruhetag schied Broad am vierten Spieltag nach einem Fifty über 86 Runs aus, woraufhin sich Allan Lamb etablierte. Gower erreichte ein Fifty über 55 Runs und ihm folgte Richard Ellison mit 41 Runs und Paul Downton mit 10 Runs. Lamb verlor daraufhin sein Wicket nach einem Century über 107 Runs aus 195 Bällen und kurz darauf endete das Innings mit einem Rückstand von 121 Runs für England. Damit endete auch der Tag. Am fünften Spieltag begannen Sidath Wettimuny und Amal Silva das sri-lankische zweite Innings. Wettimuny erreichte 13 Runs und der hineinkommende Roy Dias 38 Runs. Duleep Mendis konnte ein Fifty über 94 Runs erreichen und Ashantha de Mel 14 weitere Runs erzielen. Sri Lanka deklarierte am Ende des Tages das Innings, als Silva ein Century über 102* Runs aus 255 Bällen erreicht hatte und das Spiel endete mit einem Remis. Bester englischer Bowler war Ian Botham mit 6 Wickets für 90 Runs. Als Spieler des Spiels wurde Sidath Wettimuny ausgezeichnet.